# Conflitto (psicologia)
Il conflitto, in psicologia, è uno stato che si verifica quando l'Io è investito da più pulsioni contrastanti. In altri termini può essere definito come un'incompatibilità tra ciò che una persona desidera, secondo il principio di piacere, e ciò che è possibile attuare, secondo il principio di realtà. Si tratta di un concetto cardine della teoria psicoanalitica, ma che trova applicazioni anche in altri orientamenti psicologici e in psicologia sociale.
Il conflitto è in stretto legame con la frustrazione poiché i desideri, i bisogni e le esigenze spesso continuano a sussistere anche se sono tra loro apparentemente inconciliabili o comunque opposti come avviene, ad esempio, tra la golosità e il mantenere un buon aspetto fisico o tra la voglia d'indipendenza e la necessità di protezione nell'adolescente; il conflitto può essere più o meno cosciente, al limite opposto inconscio: un adolescente ad esempio spesso rifiuta o nega la dipendenza dai genitori o da chi si cura di lui, ma al contempo è cosciente di averne oggettivamente bisogno per la sua sopravvivenza ovvero di non essere completamente autonomo. 
Va inoltre distinto un conflitto interiore (nella mente della singola persona) da un conflitto sociale (tra due o più persone o gruppi) tenendo anche conto delle varie sfumature del concetto di conflitto date dalle varie correnti della psicologia.

## Tipologie generali di conflitto
In termini classificatori il conflitto, nell'ambito della psicologia generale, è suddiviso in 3 tipi: emotivo, cognitivo e motorio. Tuttavia il termine si è evoluto negli anni seguendo lo sviluppo delle diverse prospettive, teorie e prassi che caratterizzano la psicologia, cosicché oggi si può attuare una divisione anche ponendo come discriminante la sua natura sociale, ottenendo così due tipologie.

### Conflitto intrapsichico
Viene anche chiamato conflitto intrapersonale; riguarda i desideri o mete contrastanti di cui il soggetto è normalmente consapevole, mentre, soprattutto in psicanalisi, si usa il termine di conflitto psichico o conflitto dinamico per indicare il conflitto tra istanze mentali di una persona ad un livello non cosciente che solo successivamente può emergere ad un livello conscio, spontaneamente o a seguito di una psicoterapia, ed essere verbalizzato, interpretato, interiorizzato e possibilmente risolto. Generalmente il conflitto intrapsichico interessa aspetti di natura pulsionale, profondi, esistenziali, intimi alla persona, e quindi soltanto secondariamente collegati alla sfera sociale. Questo tipo di conflitto è prevalente nei settori della psicologia dinamica, dello sviluppo comportamentale ma anche nella psicologia cognitiva (teoria della dissonanza cognitiva).

### Conflitto interpersonale
Chiamato anche conflitto infrapsichico, si sviluppa tra due o più persone quando la soddisfazione di un desiderio o il conseguimento di un obiettivo da parte del singolo entra in contrasto con i desideri o gli obiettivi di altre persone. Può definirsi anche conflitto sociale se interessa due o più gruppi sociali in lotta tra loro per ottenere risorse esclusive o per uno scopo prettamente difensivo di conservazione o ancora, in generale, quando si instaura una situazione competitiva inter-gruppi. Il conflitto interpersonale riguarda generalmente i rapporti problematici che intercorrono tra le persone, gli scontri tra diversi ruoli sociali, quindi è collegato solo secondariamente agli aspetti intimi o esistenziali della persona. Ricorre maggiormente nei settori della psicologia sociale e del lavoro ma anche nella sociologia e nell'antropologia.

## Storia
Molte correnti della psicologia hanno adottato diverse sfumature del concetto di conflitto per adattarlo meglio alle proprie teorie che si sono evolute nel tempo. Vediamo le più rilevanti.

### Il conflitto secondo la psicoanalisi
Uno dei primi a parlare di conflitto è Sigmund Freud ne L'interpretazione dei sogni in cui distingue un:
- conflitto manifesto quando esistono due sentimenti contrapposti dei quali la persona è sufficientemente conscia;
- conflitto latente se gli elementi manifesti, ammesso che ve ne siano[3], svolgono funzione di copertura, spesso deformata, nascondendo il reale conflitto tra Es e super-io.

Freud considera il conflitto un elemento centrale della sua teoria: «Noi non vogliamo semplicemente descrivere e classificare i fenomeni, ma concepirli come indizi di un giuoco di forze che si svolge nella psiche, come l'espressione di tendenze orientate verso un fine, che operano insieme o l'una contro l'altra. Ciò che ci sforziamo di raggiungere è una concezione dinamica dei fenomeni psichici. Nella nostra concezione i fenomeni percepiti vanno posti in secondo piano rispetto alle tendenze, che pure sono soltanto ipotetiche»
Si possono identificare tre diverse modalità di conflitto nell'opera Freudiana che ripercorrono l'evoluzione del suo pensiero:
1. conflitto tra principio di piacere e principio di realtà;
2. conflitto tra pulsioni sessuali e pulsioni di autoconservazione (dette anche pulsioni dell'io);
3. conflitto tra pulsioni di vita (Eros) e pulsioni di morte (Thanatos).

L'ultimo tipo è quello maggiormente sviluppato nell'odierno panorama psicoanalitico.

### Il conflitto secondo la psicologia individuale
Alfred Adler chiama nevrosi conflittuale l'insieme degli atteggiamenti e comportamenti che entrano in contrasto con l'ambiente sociale; causa di questo conflitto è un diffuso complesso di inferiorità unito ad una forte  antisocialità. Se il conflitto non viene sanato il soggetto rischia di cadere in un circolo vizioso: verrà sempre più emarginato dagli amici, conoscenti, parenti ed in generale dalla società e di conseguenza perderà sempre più fiducia nella stessa, e così via. La cronicizzazione di una nevrosi conflittuale può portare in alcuni casi al Disturbo borderline di personalità.

### Il conflitto secondo la psicologia del comportamento e sociale
Secondo il comportamentismo il conflitto si può definire come l'interferenza reciproca di reazioni comportamentali tra loro incompatibili. Anche altri psicologi non strettamente comportamentisti, ma che hanno studiato il conflitto, come ad esempio Kurt Lewin, lo hanno classificato sulla base della tendenza della persona ad avvicinarsi o ad evitare un oggetto.
A seconda della loro direzione, si determinano due tipi di reazioni: reazioni adienti quelle dirette verso un oggetto e reazioni evitanti quelle invece che lo evitano. Si identificano da queste quattro tipi di conflitto.

#### Conflitto tra due tendenze appetitive (o di avvicinamento)
In questo caso l'individuo si trova nello stesso tempo di fronte a due obiettivi di uguale forza appetitiva che si escludonoa vicenda. Una volta che l'organismo attua una scelta per una delle due soluzioni e raggiunto il fine desiderato, il secondo vettore appetitivo spinge l'organismo verso il secondo oggetto. In altri casi si assiste ad una esaltazione dell'obiettivo scelto. In alcuni casi l'organismo non riesce ad attuare la scelta rimanendo in uno stato oscillatorio dato dai due vettori appetitivi.

#### Conflitto tra una tendenza appetitiva e una avversativa (avvicinamento-evitamento)
In questo caso una situazione o un oggetto hanno in sé caratteristiche sia positive che negative. In tal modo si risvegliano contemporaneamente delle tendenze di avvicinamento e di allontanamento. Se le due tendenze sono di forza circa uguale l'organismo rimarrà, in teoria, come sospeso (es. bambino che vuole soddisfare la sua golosità ma teme la punizione dell'adulto)

#### Conflitto tra due tendenze avversative (evitamento-evitamento)
Il soggetto si trova a dover scegliere tra due alternative ugualmente disturbanti. Tale situazione condurrà di solito alla ritirata. Se questo non è possibile e le tendenze avversative sono forti si possono avere gravi disturbi del comportamento (esempio soldato che teme la battaglia e vorrebbe sottrarvisi ma ha timore della corte marziale).

#### Conflitto tra due tendenze che sono in sé sia appetitive che avversative (doppio avvicinamento ed evitamento)
Questa è una situazione in cui vi sono due obiettivi, ciascuno dei quali sia con aspetti positivi che negativi. Questo tipo di conflitto si verifica in molte situazioni della vita di tutti i giorni (esempio un individuo a cui viene proposta un altro lavoro avendone già uno: entrambe le professioni hanno diverse caratteristiche sia attraenti che negative). 

#### Studi sperimentali
Le situazioni di conflitto finora descritte sono quelle che si presentano nella vita di tutti i giorni, ma possono anche essere illustrate e controllate in una situazione sperimentale, al fine di realizzare conflitti di tipo nevrotico. 
Uno dei primi a fare degli studi sperimentali fu Ivan Pavlov e collaboratori, che durante le molteplici esperienze di condizionamento condotte sui cani, ebbero l'occasione di constatare la comparsa di turbe comportamentali, specialmente quando i compiti sperimentali erano difficili ed esigevano una particolare tensione funzionale, caratterizzata da un conflitto tra eccitazione e inibizione. 
Studi anche recenti dimostrano che in condizioni difficili per l'animale (fame e paura), compare uno stato patologico prolungato, che è un tipico esempio di nevrosi sperimentale indotta. In particolare si osservano delle turbe generali del comportamento come disturbi alimentari o dell'emotività, delle turbe dei rapporti sociali (comportamento sessuale e alterazioni nei confronti del personale di laboratorio) e manifestazioni viscerali e psicosomatiche. 
Secondo numerosi autori comportamentisti le nevrosi sperimentali offrono un modello psicopatologico valido anche per l'uomo. La differenza fondamentale tra le manifestazioni psicopatologiche dell'animale e dell'uomo sembra risiedere nel fatto che, il processo di generalizzazione è limitato nell'animale e invece enormemente esteso nell'uomo, grazie anche all'acquisizione dei segnali verbali. Ridotto è anche, nell'animale, il repertorio delle situazioni conflittuali che sono soprattutto di tipo viscerogenetico (fame, sete, ecc.). Anche il piano della sintomatologia è più povero nell'animale.

#### Ilruoloe imeccanismi di difesanel conflitto
Allargando il campo di osservazione alla vita quotidiana dell'uomo si può osservare che spesso a suscitare il conflitto non è un oggetto o un'attività particolare, quanto un modello di comportamento, un complesso di atteggiamenti e valori che si possono sintetizzare nel concetto di ruolo. L'appartenenza a diverse categorie impone, di volta in volta, regole di comportamento diverse che a volte sono incompatibili. 
Ma i conflitti possono anche derivare dal fatto che l'evoluzione dell'individuo dall'infanzia alla vecchiaia esige l'abbandono progressivo di certi ruoli e l'assunzione di nuovi. Questo trapasso può essere caratterizzato da fasi di incertezza, ambiguità, conflitto tra vecchio e nuovo. 
L'individuo si smarrirebbe se non avesse a sua disposizione dei meccanismi adeguati. Questi meccanismi di difesa possono essere istituzionalizzati, cioè messi in atto dalla società, oppure operanti a livello individuale. 
Tra i meccanismi istituzionalizzati per limitare le situazioni di conflitto vi sono la separazione nel tempo, una gerarchizzazione dei gradi di obbligatorietà dei ruoli e la loro separazione.
I principali meccanismi individuali ci sono: 
- la separazione attraverso la quale i due ruoli in conflitto vengono distinti sia nel tempo che nello spazio;
- il compromesso col quale rimandare l'azione, ristrutturare il ruolo o usarne uno contro l'altro:
- la fuga, il soggetto esce dai ruoli e se ne distacca.

Il conflitto pone la persona di fronte a due alternative almeno, ma la maggior parte delle scelte che dobbiamo compiere ogni giorno sono di gran lunga più complesse. Spesso presentano non solo due ma più alternative, che differiscono tra loro per molti aspetti. È comprensibile quindi che le persone adottino tecniche di decisione che sono più al servizio della riduzione dello sforzo che della visione razionale del problema.

### Il conflitto secondo la psicologia cognitivista
II conflitto cognitivo è di stretta pertinenza della psicologia cognitiva. La teoria più nota è quella della dissonanza cognitiva di Festinger, secondo la quale l'individuo di fronte al conflitto cognitivo tende a ridurne l'entità. Una indagine svolta dallo studioso ha dimostrato che i soggetti esaminati tendono a ridurre la dissonanza cercando informazioni che sono a conforto della scelta operata. Esiste una tendenza spontanea a tentare di ridurre la dissonanza analoga al meccanismo fisiologico che mantiene l'omeostasi nell'organismo. Beriyne in contrapposizione a quanto sostenuto da Festinger sostiene che l'individuo tenda a ricercare il conflitto. Questa tendenza è dimostrata anche dal suo utilizzo nella pubblicità.

### Approccio interdisciplinare: potere e conflitto
In una prospettiva differente alcuni sociologi e politici individuano nel potere  il nodo centrale del conflitto.
Secondo Touraine (1986) infatti, il conflitto sociale compare quando si inserisce il tema del potere.
Ha potere chi può "dominare i rapporti sociali all'interno di un sistema sociale, in particolare la ripartizione dei beni sociali come l'autorità, il reddito, l'educazione"
La trama nascosta della vita intima del soggetto non potrebbe essere intessuta fuori da un contesto sociale.
L'analisi psicologica del conflitto presuppone un approccio interdisciplinare, infatti, la considerazione dei fenomeni psichici e affettivi non è estranea alle dimensioni politiche. L'inconscio gioca un ruolo essenziale nell'insieme dei comportamenti umani che segnano la vita politica delle istituzioni. (Enriquez,1992).

### Cartacea
- Umberto Galimberti, Conflitto psichico (pp. 456-458), Psicologia sociale (pp. 230-239), in Dizionario di psicologia, 1ª ed., Novara, Istituto Geografico De Agostini S.p.A., 2006.
- Emanuele Arielli, Giovanni Scotto, I conflitti. Introduzione a una teoria generale, 1ª ed., Milano, Bruno Mondadori, 1998.
- Sigmund Freud, L'interpretazione dei sogni (1899), in Opere di Sigmund Freud, 1ª ed., Torino, Bollati Boringhieri, 2006.
- Sigmund Freud, Cinque conferenze sulla psicoanalisi (1909), in Opere di Sigmund Freud, 1ª ed., Torino, Bollati Boringhieri, 2006.
- Erik Erikson, Infanzia e società (1950), Roma, Armando, 1976.
- Massimo Fagioli, Istinto di morte e conoscenza, 11ª ed., Roma, N.E.R. (Nuove Edizioni Romane), aprile 2005.
- Elliot Aronson, Timothy D. Wilson; Robin M. Akert, Psicologia sociale, Bologna, il Mulino, 1999.
- Elliot Aronson, Elementi di psicologia sociale, 8ª ed., Milano, Franco Angeli, 1991.
- Leon Festinger, Teoria della dissonanza cognitiva, 3ª ed., Milano, Franco Angeli, 1998.
- (EN) Glen O. Gabbard, Psychodynamic Psychiatry in Clinical Practice, Washington, DC, American Psychiatric Press, 1990.
- Renzo Canestrari, Manuale di psicologia, Bologna, CLUEB, 1994.